# Прапор Кабілії
Прапор Кабілії складається з двох синіх і жовтих вертикальних смуг однакової довжини та ширини, з червоним язом в центрі (ⵣ, буква z в тифинській мові) і утримується двома оливковими гілками. Його пропорції складають 3:5.
Був прийнятий 10 березня 2015 року Анаваром (самопроголошеним Тимчасовим урядом Кабілії).